# Flughafen Nyingchi-Mainling

i7
i11
i13
Der Flughafen Nyingchi-Mainling (chinesisch 林芝米林机场, Pinyin Línzhī Mǐlín Jīchǎng, auch Flughafen Linzhi, IATA-Code: LZY, ICAO-Code: ZUNZ) ist ein ziviler Flughafen in der Volksrepublik China. Er liegt in Mainling, Regierungsbezirks Nyingchi, im Autonomen Gebiet Tibet in 2.949 Meter über dem Meeresspiegel, umgeben von sehr hohen Bergen. Seine Kapazität ist auf 120.000 Passagiere pro Jahr ausgelegt.
Da wegen der Lage kein Instrumentenlandesystem und nur an weniger als 100 Tagen im Jahr Sichtanflug möglich ist, ist der Flughafen mit einem GPS-Landesystem auf Basis von Differential-GPS ausgestattet. Der Erstanflug mit dem System fand am 1. September 2006 mit einer entsprechend ausgestatteten Boeing 757 statt.